# Alexander Toluboff
Alexander Toluboff (* im Oktober 1882 in Lublin, Polen (zum Zeitpunkt der Geburt: Russisches Kaiserreich); † 1. Juli 1940 in Bloomfield Hills, Michigan) war ein aus Russland stammender US-amerikanischer Filmarchitekt, der drei Mal für den Oscar für das beste Szenenbild nominiert war.

## Biografie
Toluboff kam in jungen Jahren in die USA und wurde am 2. August 1926 vom U.S. District Court of San Francisco eingebürgert. Seine Laufbahn als Filmarchitekt begann er in der Filmwirtschaft Hollywoods 1927 bei Der Sohn der Taiga und war bis zu seinem Tode an der Herstellung von rund 35 Filmen beteiligt.
Seine erste Nominierung für den Oscar für das beste Szenenbild erhielt er bei der Oscarverleihung 1938 für Für Sie, Madame… (1937). Weitere Nominierungen für den Oscar in dieser Kategorie waren 1939 für Algiers (1938) sowie 1940 für Ringo (1939).
Weitere bekannte Filme, bei denen er für das Szenenbild verantwortlich war, waren Königin Christine (1933) mit Greta Garbo, Jeden Abend um acht (1935) von Raoul Walsh, Gehetzt (1937) von Fritz Lang und … und ewig siegt die Liebe (1937) von Frank Borzage. Einer seiner Assistenten während dieser Zeit war der ebenfalls aus Russland stammende Alexander Golitzen.